# Fred Friedman
Alfred Friedmann (später Fred Friedman; * 5. Oktober 1926 in Salzburg; † 16. Januar 2008 in Buffalo) war ein erfolgreicher Flüchtling vor der Judenverfolgung. Er konnte 1938 mit gefälschten Papieren gemeinsam mit seiner Schwester über die Grenze in die Schweiz flüchten, um der Judenverfolgung durch das NS-Regime zu entkommen. Von dort reiste er nach Frankreich und später in die USA. Dort lebte er als Jurist in Clarence im Bundesstaat New York.

## Leben
1923 übersiedelten Otto und Hildegard Friedmann von Wien nach Salzburg, wo sie an der Haunspergstraße 25 ein Wohnhaus kauften. Der Vater war als Holzhändler tätig. Vier Jahre nach Alfred kam Grete, ihr zweites Kind, auf die Welt. Alfred war das einzige jüdische Kind in seiner Klasse und bekam besonders nach dem Anschluss Österreichs an NS-Deutschland 1938 den Antisemitismus zu spüren. Zu diesem Zeitpunkt konnte Alfreds Vater durch Albert Falk, einen Freund in der Schweiz, Österreich verlassen. Alfred musste als Jude im Sinne der Nürnberger Rassengesetze die Realschule verlassen. Seine Schwester wurde im Kloster Nonntal aufgenommen.
In der "Reichspogromnacht" 1938 wurde die Salzburger Synagoge verwüstet, jüdische Männer verhaftet, Geschäfte zerstört und Auslagen geplündert. Doch Alfred und seine Familie, die in einem Außenquartier wohnten, blieben von den Ereignissen zunächst verschont. Ende 1938 fuhren Alfred, seine Schwester und seine Mutter mit dem Zug nach Freiburg. Dort übernachteten sie bei einem Universitätsprofessor, der vielen Flüchtlingen half. Alfred und seine Schwester wurden dann einer Frau aus Basel übergeben. Herr Falk hatte ihr einen gefälschten Pass besorgt, in dem die Geschwister Friedmann als ihre eigenen Kinder eingetragen waren. An der Schweizer Grenze erkannte der Grenzsoldat die beiden Kinder, weil er in Salzburg gelebt hatte, ließ aber alle drei passieren. 
Alfreds Mutter lebte weiterhin in Salzburg, musste aber bald die Wohnung verlassen. Dank der Unterstützung des Polizeikommandanten von St. Gallen, Paul Grüninger, der 1939 von der Regierung fristlos entlassen und wegen Amtspflichtverletzung und Urkundenfälschung verurteilt wurde, konnte sie über den Rhein in die Schweiz gelangen.
Die wiedervereinte Familie Friedman reiste über Frankreich und Spanien schließlich 1941 mit einem der letzten Flüchtlingsschiffe nach New Jersey und wurde dort von Verwandten abgeholt. Alfred ging in den USA in die Schule und später auch zum Militär. In der Armee bat Alfred mehrmals erfolglos darum, nach Europa geschickt zu werden, um bei der Befreiung von Deutschland und Österreich mitzuhelfen. Nach dem Militärdienst erhielt Alfred am 12. April 1945 als Fred Friedman die amerikanische Staatsbürgerschaft.
In der Salzburger Wohnung der Familie Friedman wohnte während der Zeit des Nationalsozialismus Otto Begus, vermutlich ein Teilnehmer des Dollfuß-Attentats 1934. 
Fred Friedman absolvierte 1950 an der New York University ein Studium in Buchhaltung und 1954 an der "Brooklyn Law University" ein Jusstudium. 1955 eröffnete er seine eigene juristische Firma. In den Achtzigerjahren begann er sich für das Schicksal seiner Großeltern zu interessieren – umso mehr, als zu Hause nie darüber gesprochen worden war. Im Dokumentationszentrum des Bundes Jüdischer Verfolgter des Naziregimes in Wien erfuhr er aus den Akten der Gestapo, dass seine Großmutter mütterlicherseits 1944 in Wien gestorben war, während seine Großmutter väterlicherseits nach Theresienstadt deportiert und dort ermordet wurde. 
2004 engagierte er sich um die Holocaust-Aufklärung im Programm "A Letter To The Stars", in dem mehr als 15.000 österreichische Schulkinder involviert waren.
Von 2002 bis 2006 war er österreichischer Honorarkonsul für Buffalo und Western New York. Er hinterließ eine Frau und drei Söhne.